# 加布里埃爾·伊格萊西亞斯
加布里埃爾·捷西斯·伊格萊西亞斯（英語：Gabriel Jesus Iglesias，1976年7月15日—），艺名加布里埃爾·伊格萊西亞斯（Gabriel Iglesias），別名蓬鬆哥（Fluffy），墨西哥裔美国人，是著名美國喜劇演員，作家，製作人和演員，他以他的表演「我不胖⋯⋯我是蓬鬆」而聞名。他擅長在講故事時模仿不同的聲音效果。

## 早期生活
加布里埃爾·伊格萊西亞斯出生於加州聖地牙哥，是六個孩子中最小的，並由單身母親撫養長大。他在童年時曾居住過里弗赛德、科洛納、聖塔安娜、鲍德温公园和康普顿，後來搬到長灘才安定上來，伊格萊西亞斯也在那裡度過了大部分的童年。

## 事業
在成為喜劇演員之前，伊格萊西亞斯在洛杉磯的一家手機公司工作。雖然他的家人希望他繼續該工作，但他堅持在手機公司工作的同時成為一個喜劇演員。伊格萊西亞斯後來發現難以同時做兩份工，因此在1997年不顧母親的警告，離開了電話公司而成為全職喜劇演員，導致他被趕出家門並失去了他的車。
伊格萊西亞斯經常在他的喜劇中提到他的體重，經常說，“我不胖，是蓬鬆”。他經常在他的表演中模仿不同聲音效果和講故事。他的記號包括他的夏威夷襯衫和。

2000年，他與亞曼達·拜恩斯和尼克·卡农共同主演尼可國際兒童頻道的《All That》的第6季。2007年，伊格萊西亞斯在Fox電視動畫喜劇《蓋酷家庭》第六季中聲演整個墨西哥家庭。2009年11月，喜劇中心發行了《Gabriel Iglesias: I'm Not Fat... I'm Fluffy》的DVD。

## 個人生活
伊格萊西亞斯現居於惠提尔。在蓬鬆大電影中，伊格萊西亞斯敘述了他最重有445磅（202公斤），並被診斷患有II型糖尿病，血糖亦超過300。伊格萊西亞斯說他被告知只有兩年的生命，於是他決定減肥，以確保繼續留在他的親人身邊。